# Elattoneura leucostigma
Elattoneura leucostigma – gatunek ważki z rodziny pióronogowatych (Platycnemididae). Występuje endemicznie w południowej części Sri Lanki; zagrożony wyginięciem.